# Juan Roig Alfonso
Juan Roig Alfonso (Valencia, España, 8 de octubre de 1949) es un empresario español, conocido por ser el presidente ejecutivo y máximo accionista de la cadena de supermercados Mercadona, así como propietario del club de baloncesto Valencia Basket, el Roig Arena, y del Aspar Circuit. Sus padres, Francisco Roig Ballester y Trinidad Alfonso Mocholí, fundaron Mercadona en 1977, dentro del grupo Cárnicas Roig; cuatro años más tarde, en 1981, Juan Roig les adquirió la empresa. Entre sus cinco hermanos se encuentran los también empresarios Francisco y Fernando Roig.

## Biografía
Juan Roig nació el 8 de octubre de 1949 en Valencia. Estudió en una escuela jesuita en Valencia, después en un colegio franciscano (la Concepción) en Onteniente, y se graduó en Ciencias Económicas y Empresariales por la Universidad de Valencia. En 1981 también obtuvo un PDD por el IESE Business School (Universidad de Navarra). Sus padres, Francisco Roig Ballester y Trinidad Alfonso Mocholí, llevaban una cadena de ocho carnicerías (Cárnicas Roig) en Puebla de Farnals, más tarde convertidas en tiendas de ultramarinos. Francisco y Trinidad fundaron Mercadona en 1977, dentro del grupo Cárnicas Roig. Cuatro años más tarde, en 1981, con tres de sus cinco hermanos, Juan Roig les adquirió la empresa. En 1991 compró la mayoría de las acciones de la empresa a sus hermanos. Fue galardonado con el Premio Príncipe Felipe de la Excelencia Empresarial en 2010. En abril de 2018 el Babson College le incorporó a la Academy of Distinguished Entrepreneurs (Academia de Emprendedores Distinguidos) siendo el primer empresario español presente en esta entidad.

## Vida personal
Conoció a su mujer, Hortensia Herrero, en la universidad y se casaron en 1973. Han tenido cuatro hijas: Amparo, las gemelas Hortensia y Carolina, y Juana; y tienen siete nietos. Su mujer es ahora vicepresidenta de Mercadona y juntos poseen el 80% de las acciones. Se dice que está a favor de la propiedad familiar de los negocios, siempre y cuando los miembros de la familia contribuyan positivamente[cita requerida].
Ha sido descrito como un "tímido, pero duro hombre de negocios" y como "un hombre práctico, directo, austero, que se toma las cosas en serio, y que sus modales pueden parecer fríos si no confía en la persona con la que está hablando". Se le adscriben a él muchos aforismos, como "en España tenemos que imitar la cultura del trabajo duro de los bazares chinos" y "no tienes que hacer un trabajo que te guste, sino que tienes que hacer de tu trabajo algo que te guste hacer".

## Otras actividades
En el ámbito personal, Juan Roig apoya a emprendedores a través de Marina de Empresas, uno de los principales polos de emprendimiento del Mediterráneo. En este espacio se encuentran tres iniciativas personales: la Escuela de Empresarios EDEM, el Proyecto Lanzadera y el Angels Capital, dirigidas a la educación para ayudar a jóvenes emprendedores a poner en marcha sus negocios, y les ofrece espacio en el Lanzadera Business Centre, en Valencia. En estos espacios financia y forma a empresarios y directivos. En los últimos cinco años, Juan Roig a través de Lanzadera ha invertido más de 20 millones de euros y apoyado a más de 190 empresas. También financia a deportistas a través de la Fundación Trinidad Alfonso, y es accionista mayoritario del Valencia Basket Club. Juan Roig invirtió 35 millones de euros en mecenazgo deportivo en 2017.
En el plano político, Mercadona hizo dos donaciones de 50 000 euros en 2005 y 2012 a la Fundación para el Análisis y los Estudios Sociales (FAES) —el think tank del Partido Popular—. También ha donado dinero a la fundación Mujeres por África, de María Teresa Fernández de la Vega —que fue vicepresidenta del gobierno de Zapatero—.  Además, mantiene estrechos vínculos con el Instituto de la Empresa Familia (IEF), del que ha sido presidente. En 2018 fue ponente en el XXI Congreso Nacional de la Empresa Familiar celebrado en Valencia, donde hizo su presentación, "El orgullo de ser empresario", y defendió el papel fundamental de los emprendedores y empresarios.
En 2022, en apoyo a Jorge Martínez Aspar con un grupo de empresarios, adquieren el Circuit de la Ribera de Guadassuar para transformarlo en el Aspar Circuit, un complejo deportivo de 350 000 m² capaz de albergar varias actividades simultáneas del mundo del motor. Convirtiéndolo a partir de 2024 en la base de operaciones y sede del equipo del Campeonato del Mundo de Motociclismo Aspar Team.

## Reconocimientos
En junio de 2007 fue investido doctor honoris causa por la Universidad Politécnica de Valencia y en 2018 por la Universidad de Valencia. Ha sido presidente del Instituto de la Empresa Familiar y es presidente de honor de EDEM, también presidente de honor de AECOC, vicepresidente de la Asociación Española de Autoservicios y Supermercados (ASEDAS) y miembro fundador del Consejo Empresarial para la Competitividad.
El Ministerio de Industria, Turismo y Comercio de España premió su trayectoria en 2009 con el Premio Príncipe Felipe a la Excelencia Empresarial. Tiene la Alta Distinción de la Generalitat Valenciana, la Gran Cruz de la Orden de Jaume I, en 2014 fue nombrado Hijo Predilecto de la ciudad de Valencia, en 2016 recibe la Medalla de Oro al Mérito en el Trabajo y en 2018 es nombrado miembro de la Academy of Distinguished Entrepreneurs (Academia de Emprendedores Distinguidos).
En febrero de 2020 fue considerado como uno de los mejores empresarios de España según el último estudio realizado por la consultora Advice Strategic Consultants, ocupando la sexta posición de esta lista. En septiembre de 2021, y por tercer año consecutivo, el empresario valenciano encabeza el ranking Merco como líder con mejor reputación de España.